# Guillaume d’Ormois
Guillaume d’Ormois war ein königlicher Amtsträger im Frankreich des 13. Jahrhunderts.
Er wurde in der Jahresmitte 1239 von König Ludwig IX. zum Seneschall von Carcassonne eingesetzt. Am 27. Oktober desselben Jahres war er am bischöflichen Hof zu Agde in dieser Funktion anwesend. Im folgenden Jahr ist der letzte Erbe des zuvor in Carcassonne herrschenden Hauses Trencavel mit einem Heer bestehend aus Faydits von Katalonien aus über die Pyrenäen gezogen um sein Familienerbe zurückzuerobern. Guillaume d’Ormois verschanzte sich in der Cité von Carcassonne, in der er mehrere Monate einer Belagerung standhalten konnte, bis zu Oktoberbeginn 1240 ein Entsatzheer unter der Führung des königlichen Kämmerers Jean de Beaumont in den Süden vormarschiert war, vor dem der zahlenmäßig unterlegene Trencavel kapitulieren und sich über die Pyrenäen wieder zurückziehen musste. Die Ereignisse rund um die Belagerung von Carcassonne hat der Seneschall in einem am 15. Oktober 1240 verfassten Bericht an die Königinmutter Blanka beschrieben.
Dem Aufstand des Trencavel folgte 1242 der des Grafen Raimund VII. von Toulouse, der den gesamten Süden der heutigen Region Okzitanien erfasst hat. Während dieser Unruhen sind im Mai 1242 in Avignonet die Chefinquisitoren von Toulouse von Faydits ermordet wurden die vom Montségur aus operiert hatten, der wiederum dem Amtsbereich des Seneschalls von Carcassonne unterstanden hat. Guillaume d’Ormois ist letztmals am 26. Februar 1243 in seinem Amt verbürgt. Die Bestrafung der Faydits wurde seinem Amtsnachfolger Hugues d’Arcis auferlegt.